# Vakatakadynastie

Het zuiden van Azië rond 450, toen het Guptarijk op het toppunt van zijn macht was. Het Vakatakarijk is aangegeven in het blauw.

De Vakatakadynastie of Vakataka's waren een koninklijke dynastie die tussen de 3e en 6e eeuw (na Christus) over een groot deel van de Deccan in Centraal-India heerste. De Vakataka's kwamen aan het einde van de 3e eeuw op na het uiteenvallen van het Satavahanarijk. Door een combinatie van veroveringen en huwelijken met potentiële rivalen wisten ze twee eeuwen lang de Dekkan te beheersen. Het grootste deel van deze periode regeerden twee afzonderlijke takken van de dynastie over het westen en oosten van het Vakatakarijk. Ze stimuleerden de kunsten en patroniseerden zowel het brahmanisme als het boeddhisme. Belangrijk was de alliantie tussen de Vakataka's en de machtige Gupta's, die het noorden van India regeerden. Deze band kwam tot stand door het huwelijk van een Guptaprinses met een Vakatakavorst. Samen garandeerden de Gupta's en Vakataka's een lange periode van stabiliteit en economische en culturele bloei, die door veel historici als een "klassieke periode" in de Indiase geschiedenis wordt gezien. Aan het einde van de 5e eeuw kwam deze periode ten einde, toen invallen van de Witte Hunnen een einde maakten aan de macht van het Guptarijk. De Vakataka's konden aanvankelijk van het instorten van het Guptarijk profiteren door hun gebied uit te breiden, maar rond 530 viel hun rijk ten prooi aan invallen van de Kadamba's uit het zuiden en de Kalachuri's uit het oosten.

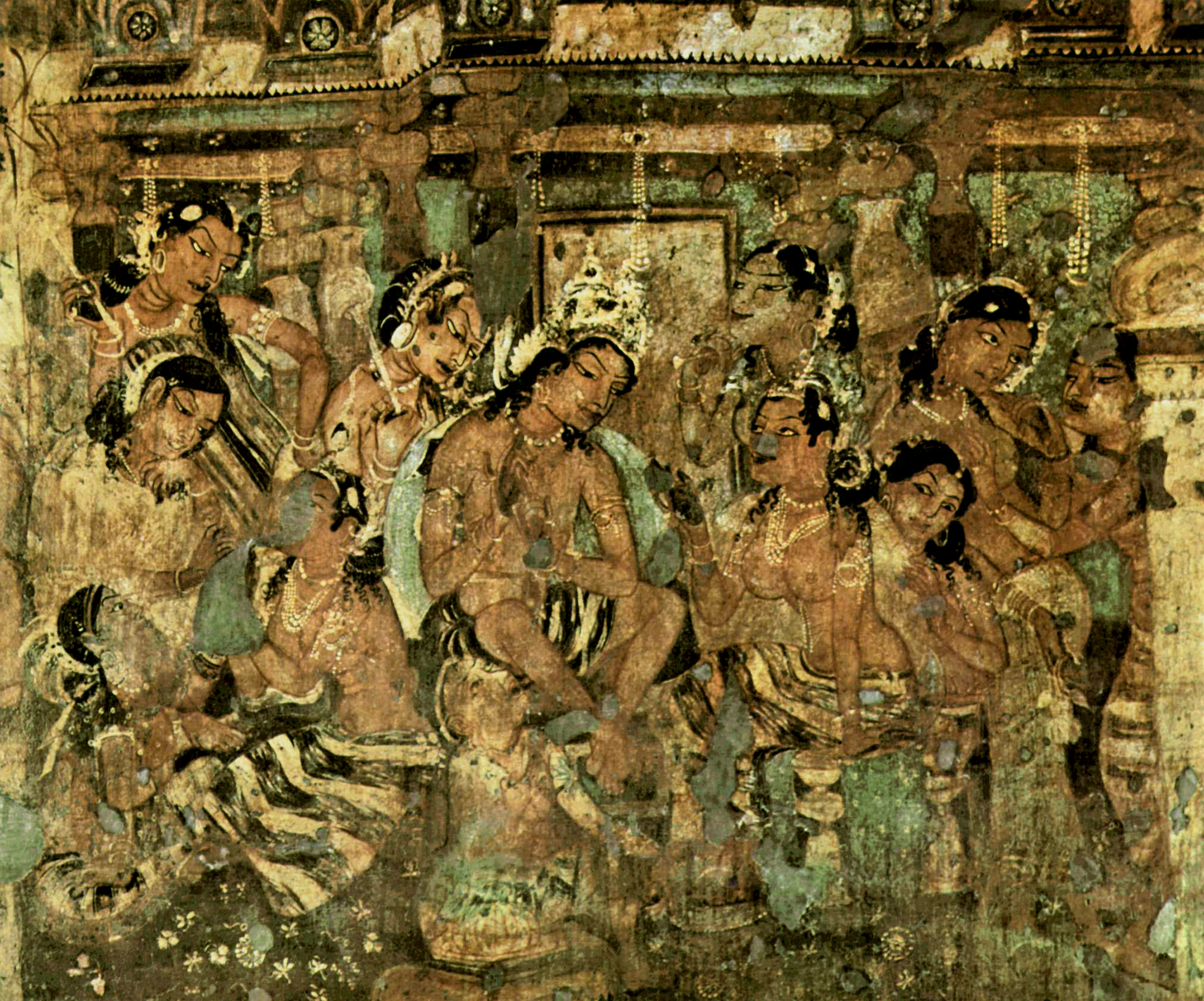
Koning Mahajanaka kondigt aan het koningschap af te wijzen en asceet te worden, 4e- of 5e-eeuws fresco in Ajanta, cave 1. De grotten van Ajanta werden onder patronage van de Vakataka's van Vatsagulma uitgehouwen. Ze dienden als tempels en kloosters voor boeddhistische monniken.

## Geschiedenis
De half-mythische stamvader van de Vakataka's droeg de naam Vindhyasakti en wordt genoemd in de Purana's. Hij was waarschijnlijk een plaatselijke machthebber in het gebied rond de stad Vidisha, en leefde rond het jaar 275. 
Zijn zoon Pravarasena I was de feitelijke stichter van de dynastie. Pravarasena wist door veroveringen en huwelijken van lokale leider op te klimmen tot vorst over een groot deel van Centraal-India. Hij was het enige lid van de dynastie die zich somraja ("keizer") liet noemen. Pravarasena I sloot een verbond met de Naga's van Padmavati en regeerde waarschijnlijk tot hoge leeftijd, om rond 335 te worden opgevolgd door zijn kleinzoon Rudrasena I. Rudrasena en zijn opvolgers vormden de belangrijkste, oostelijke tak van de dynastie, en regeerden vanuit Ramagiri, een stad die ze lieten verfraaien en waar ze een groot aantal tempels lieten bouwen. Gelijktijdig stichtte Sarvasena, een jongere zoon van Pravarasena I, de westelijke tak van de dynastie die in Vatsagulma in Berar regeerde.
Rudrasena I had een innige band met de Naga's van Padmavati, de familie van zijn moeder. De twee hindoeïstische dynastieën vormden natuurlijke bondgenoten tegen de Shaka's (Indo-Scythen) van Malwa en Saurashtra. Inmiddels was met de Gupta's echter een machtige hindoeïstische dynastie opgekomen in het oosten van de Gangesvlakte. Rudrasena I's opvolger, Prithivisena I, verplaatste zijn hoofdstad naar Nandivardhana, wellicht uit vrees voor een aanval van de Gupta's vanuit het noorden. Hij sloot echter ook een bondgenootschap met de Guptakeizer Chandragupta II, dat bezegeld werd met het huwelijk tussen Chandragupta's dochter Prabhavatigupta met de kroonprins van de Vakataka's, Rudrasena II. Er volgde een langdurige militaire campagne van de Gupta's tegen de Shaka's, die resulteerde in de val van de Shakadynastie van Malwa en de westelijke satrapen in Saurashtra. Kort na zijn huwelijk met Prabhavatigupta, rond 380, volgde Rudrasena II zijn vader op, maar hij stierf al na enkele jaren. Prabhavatigupta regeerde daarna tot ongeveer 405 als regentes voor haar minderjarige zoons. Het Vakatakarijk ging daarmee vrijwel onderdeel van het Guptarijk uitmaken.
Aan deze situatie kwam een einde toen Prabhavatigupta's zoon Pravarasena II aan de macht kwam, hoewel de relaties met de Gupta's innig bleven. Pravarasena II regeerde ongeveer tot 455. Hij was net als zijn voorgangers een shaiva en een liefhebber van Prakritliteratuur. Hij liet enkele gedichten na. Zijn zoon Narendrasena (rond 455 - 465) huwde een prinses van de Kadambadynastie. Diens opvolger Prithivisena II was de laatste koning van de oostelijke tak van de Vakataka's. Na Prithivisena II's dood rond 480 werd Harishena van de westelijke tak van de dynastie ook koning van het oostelijke deel van het rijk.
Onder de westelijke tak van de Vakataka's bereikte de aanleg van grottempels en -kloosters in Ajanta een hoogtepunt. Tegenwoordig zijn de grotten bekend om hun unieke kunstschatten. De schilderingen van Ajanta stonden niet op zich: uit inscripties blijkt dat naast literatuur ook de schilderkunst bij de Vakataka's in hoog aanzien stond. De boeddhistische kunst en architectuur van de Gupta-Vakatakaperiode vormde de opmaat en inspiratiebron voor de latere, voornamelijk shaivistische en vaishnavistische ("hindoeïstische") kunst van vergelijkbare grotten in Ellora, Aurangabad en Elephanta.
Harishena profiteerde van het einde van de macht van de Gupta's door gebieden in Gujarat en Malwa in te nemen. Zijn opvolger had echter te maken met invallen van de Kadamba's en de Kalachuri's, en rond 530 kwam er een einde aan de Vakatakadynastie. Een groot deel van het voormalige Vakatakarijk werd enkele decennia later door de Chalukya's aan hun rijk toegevoegd.